# Mercurio Loi
Mercurio Loi è un personaggio immaginario ideato da Alessandro Bilotta e disegnato originariamente da Matteo Mosca, protagonista di una omonima serie a fumetti edita da Sergio Bonelli Editore dal 2017 al 2019.

## Storia editoriale
Il personaggio appare inizialmente in un albo omonimo, pubblicato a gennaio 2015 nella collana Le storie, in seguito ristampato a colori in formato da libreria.
La serie regolare esordisce a maggio 2017, con periodicità mensile. Consiste di albi a colori autoconclusivi ma legati da una continuity precisa. Le copertine sono realizzate da Manuele Fior, mentre le storie vengono illustrate da un team di disegnatori che si alternano di albo in albo.
Da gennaio 2018 la serie diventa bimestrale.
A gennaio 2019 la casa editrice annunciò la chiusura della serie, che è terminata a marzo 2019 con il numero 16, intitolato La morte di Mercurio Loi.

## Trama
Mercurio Loi è un professore universitario che, assistito dal giovane Ottone, indaga sui misteri della Roma pontificia del 1826. Il suo quotidiano passeggiare per le vie della città eterna lo porterà a confrontarsi con personaggi bizzarri, avvenimenti inspiegabili, sette segrete e cospiratori contro la monarchia papale.

## Fonti di ispirazione
Bilotta afferma di essere stato ispirato dal senso di meraviglia dei fumetti di supereroi e dalla sua passione per Roma, città ideale per un immaginario flâneur attento alle occasioni che una passeggiata può riservare. Il periodo storico è stato scelto perché Roma "era spogliata dagli artifici estetici e retorici che la caratterizzano da sempre, in qualche modo era inconsapevole delle proprie qualità, positive e negative, e questa inconsapevolezza è un’altra caratteristica che coglie una certa essenza della romanità".
L'ambientazione grafica della vicenda è ispirata alla serie di acquerelli Roma sparita di Ettore Roesler Franz.

## Personaggi
- Mercurio Loi: insegna storia all'università di Roma, ma la sua vera passione sono le sfide e i misteri che la strana società romana dei primi dell'Ottocento sembra offrirgli.

- Ottone De Angelis: assistente e allievo del professor Loi. È un giovane ombroso, alla perenne ricerca di risposte che non trova. Studente universitario che Mercurio ha preso sotto la propria ala, è affascinato dai richiami della ribellione al potere costituito.
- Tarcisio Spada: nemico giurato di Mercurio Loi, era il suo precedente allievo. Tarcisio ha un livello di intelligenza che lo porta a sfidare l'ex maestro sul suo piano. Come Mercurio, ha danneggiato le proprie capacità mentali manipolando a lungo sostanze allucinogene, armi che predilige. Spesso è preda di allucinazioni che lo rendono vittima delle proprie paure.
- Camillo Scaccia: ex mentore e maestro di Mercurio, ora ha un nuovo allievo. Il professor Scaccia non sembra rassegnarsi alla vecchiaia che porta via le glorie passate.
- Galatea: bambina prodigio dalle capacità intellettive superiori a quelle dello stesso Mercurio. È a capo dell'organizzazione Sciarada, di cui lo stesso professore fa parte, con lo scopo di portare allo scoperto tutti i misteri e le cospirazioni che attecchiscono nella Roma del tempo.
- Pasquino: figura della tradizione popolare romana, si aggira incappucciato affiggendo per la Roma papalina le proprie rime di scherno verso il potere temporale della Chiesa. È una figura che affascina Mercurio.
- Il Contrappasso: una sorta di vendicatore dal volto coperto. Indossa un elmo sul quale le sue vittime, messe al suo cospetto, sono costrette a specchiarsi. Il Contrappasso vendica le ingiustizie ripagando il malcapitato della stessa moneta.
- Colonnello Belforte: ufficiale dei carabinieri dello stato pontificio. Uno scontro con il Contrappasso lo ha reso afono. Si esprime per iscritto. Il suo silenzio lo ha reso più riflessivo di quanto non fosse un tempo.
- L'Infelice: i francesi lo hanno sfigurato e gli hanno portato via gli affetti nel periodo dell'occupazione. Ora teorizza l'infelicità come unica via per giungere alla verità. Escogita piani elaborati per diffondere l'infelicità tra tutti gli uomini.

## Premi e riconoscimenti
Mercurio Loi, in una sola stagione, si è aggiudicata tutti i premi del settore: U Giancu, Micheluzzi, ANAFI, Boscarato, Gran Guinigi e Romics d’Oro. Un caso unico nella storia del fumetto italiano.

## Albi
| Nr. | Titolo                             | Data di pubblicazione | Soggetto           | Sceneggiatura      | Disegni              | Colori               | Copertina       |
| --- | ---------------------------------- | --------------------- | ------------------ | ------------------ | -------------------- | -------------------- | --------------- |
| 0   | Mercurio Loi                       | Gennaio 2015          | Alessandro Bilotta | Alessandro Bilotta | Matteo Mosca         | --                   | Aldo Di Gennaro |
| 1   | Roma dei pazzi                     | Maggio 2017           | Alessandro Bilotta | Alessandro Bilotta | Matteo Mosca         | Francesca Piscitelli | Manuele Fior    |
| 2   | La legge del contrappasso          | Giugno 2017           | Alessandro Bilotta | Alessandro Bilotta | Giampiero Casertano  | Stefano Simeone      | Manuele Fior    |
| 3   | Il piccolo palcoscenico            | Luglio 2017           | Alessandro Bilotta | Alessandro Bilotta | Onofrio Catacchio    | Erika Bendazzoli     | Manuele Fior    |
| 4   | Il cuoco mascherato                | Agosto 2017           | Alessandro Bilotta | Alessandro Bilotta | Sergio Gerasi        | Andrea Meloni        | Manuele Fior    |
| 5   | L'infelice                         | Settembre 2017        | Alessandro Bilotta | Alessandro Bilotta | Andrea Borgioli      | Francesca Piscitelli | Manuele Fior    |
| 6   | A passeggio per Roma               | Ottobre 2017          | Alessandro Bilotta | Alessandro Bilotta | Sergio Ponchione     | Nicola Righi         | Manuele Fior    |
| 7   | La testa di Pasquino               | Novembre 2017         | Alessandro Bilotta | Alessandro Bilotta | Massimiliano Bergamo | Nicola Righi         | Manuele Fior    |
| 8   | Il colore giallo                   | Dicembre 2017         | Alessandro Bilotta | Alessandro Bilotta | Matteo Mosca         | Francesca Piscitelli | Manuele Fior    |
| 9   | La somiglianza con una scimmia     | Gennaio 2018          | Alessandro Bilotta | Alessandro Bilotta | Andrea Borgioli      | Francesca Piscitelli | Manuele Fior    |
| 10  | L'uomo orizzontale                 | Marzo 2018            | Alessandro Bilotta | Alessandro Bilotta | Francesco Cattani    | Andrea Meloni        | Manuele Fior    |
| 11  | Il circolo degli intelligentissimi | Maggio 2018           | Alessandro Bilotta | Alessandro Bilotta | Sergio Gerasi        | Andrea Meloni        | Manuele Fior    |
| 12  | Una settimana come tante           | Luglio 2018           | Alessandro Bilotta | Alessandro Bilotta | Onofrio Catacchio    | Erika Bendazzoli     | Manuele Fior    |
| 13  | Tempo di notte                     | Settembre 2018        | Alessandro Bilotta | Alessandro Bilotta | Sergio Ponchione     | Nicola Righi         | Manuele Fior    |
| 14  | Nascondino                         | Novembre 2018         | Alessandro Bilotta | Alessandro Bilotta | Massimiliano Bergamo | Nicola Righi         | Manuele Fior    |
| 15  | Ciao, core                         | Gennaio 2019          | Alessandro Bilotta | Alessandro Bilotta | Andrea Borgioli      | Francesca Piscitelli | Manuele Fior    |
| 16  | La morte di Mercurio Loi           | Marzo 2019            | Alessandro Bilotta | Alessandro Bilotta | Matteo Mosca         | Francesca Piscitelli | Manuele Fior    |